# Vinícius Tobias
Vinícius Augusto Tobías da Silva (* 23. Februar 2004 in São Paulo) ist ein brasilianischer Fußballspieler, der bei Schachtar Donezk spielt.

## Vereinskarriere
Tobias stammt aus einer armen Familie mit fünf Geschwistern. Ab 2016 spielte er für Internacional Porto Alegre. Am 17. November 2021 war er beim Ligaspiel der ersten Mannschaft gegen Cuiabá EC in der Campeonato Brasileiro de Futebol erstmals Teil des Spieltagkaders. Im selben Jahr war er einer von 60 Talenten der „Next Generation“-Liste von The Guardian.
Im Januar 2022 wechselte er zum ukrainischen Erstligisten Schachtar Donezk, nachdem der Wechsel bereits im Juli 2021 verkündet wurde. Nach dem Russischen Überfall auf die Ukraine knapp einem Monat nach seinem Wechsel, wurde es ausländischen Spielern in der Ukraine erlaubt, ihren Verein per Leihe zu verlassen. Am 1. April 2022 wurde er an die zweite Mannschaft von Real Madrid in die dritten spanische Liga verliehen. Am 17. April 2022 debütierte er bei der 1:2-Heimniederlage gegen CD Alcoyano in der Primera Federación, als er in der 82. Spielminute für Peter González eingewechselt wurde. In seiner ersten Saison kam er insgesamt auf vier Ligaeinsätze.
Am 14. September 2022 debütierte er beim 1:1-Heimspiel der U19-Mannschaft von Real Madrid in der UEFA Youth League gegen die Auswahl von RB Leipzig. Die Auswahl von Real schied bei der 4:0-Auswärtsniederlage im Viertelfinale gegen AZ Alkmaar aus dem Wettbewerb aus. Am 19. Januar 2023 war er beim Pokalspiel gegen den FC Villarreal erstmals Teil des Spieltagskaders der ersten Mannschaft von Real Madrid.
Nach seiner Rückkehr zu Donezk kam er im August 2024 erstmals in einem Spiel der Premjer-Liha zum Einsatz.

## Nationalmannschaft
Für die brasilianische U15-Nationalmannschaft spielte er sieben Partien und traf dabei einmal.
Am 23. November 2019 debütierte er beim 6:0-Heimsieg gegen die U16-Mannschaft von Belgien für die brasilianische U16-Mannschaft. Insgesamt kam er für die Mannschaft auf sechs Einsätze und ein Tor im Spiel gegen die U16-Mannschaft von Paraguay.
Für die brasilianische U17-Nationalmannschaft kam er auf zwei Einsätze.